# Петров Віктор Борисович
Петров Віктор Борисович (24 грудня 1947 — 3 березня 2018) — політик в Україні. Член КПУ.
З березня 1998 по квітень 2002 — Народний депутат України 3-го скликання.
З квітня 2002 по березень 2005 — Народний депутат України 4-го скликання, обраний за списками Комуністичної партії України